# Ременів
Реме́нів — село в Україні, у Жовтанецькій сільській громаді, Львівського району, Львівської області. Орган місцевого самоврядування — Жовтанецька сільська громада, до 2020 року с. Ременів підпорядковувалося Жовтанецькій сільській раді. Населення становить 2953 особи. 

## Географія
Село Неслухів розташоване по обидва береги річки Думниця, за 21 км від обласного центру, 21 км від районного центру та 6 км від адміністративного центру сільської громади. За 10 км знаходиться найближча залізнична станція Запитів.
Вулиці
У Ременові налічується 29 вулиць.
- Беня Романа
- Бічна Львівська
- Висока
- Галицька
- Глібова Леоніда
- Грінченка Бориса
- Дорошенка Петра
- Зарічна
- Куземського
- Лесі Українки
- Львівська
- Мазепи Івана
- Максимишина (Максименка)
- Млинівська
- Наливайка Северина
- Незалежності
- Пилипа Орлика
- Північна
- Полуботка Павла
- Польова
- Пушка Романа
- Садова
- Сковороди Григорія
- Сушка Романа
- Тетері Павла
- Хмельницького Богдана
- Шевченка Тараса
- Шухевича Романа
- Яричівська

## Населення
Згідно з переписом УРСР 1989 року чисельність наявного населення села становила 1357 осіб, з яких 625 чоловіків та 732 жінки, за переписом населення України 2001 року в селі мешкало 1370 осіб. На 2022 рік населення становить 2953 особи.
Мова
Розподіл населення за рідною мовою за даними перепису 2001 року був наступним:
| українська | 1364 | 99,56 |
| російська  | 5    | 0,37  |
| молдовська | 1    | 0,07  |

## Історія
Перші документальні згадки про село Ременів походять з 1399 року.
У податковому реєстрі 1515 року в селі документується піп (отже, уже тоді була церква) і 1 лан (близько 25 га) оброблюваної землі, в оренді Тустановського 3 лани (близько 75 га) оброблюваної землі та ще 3 лани тимчасово вільної і в оренді Кухарського 3 лани (близько 75 га) оброблюваної землі та млин.
Біля нього йшла дорога зі Львова на Волинь, яку селяни називали Лебедючкою. Люди в селі пояснювали, що пішла ця назва від того, що татари гнали по ній людей в полон і ті по дорозі плакали-лебеділи.
1649 — в селі було 4 лани землі, а село належало Теофілі Данилович та Якову Собєському (батькам польського короля Яна III Собєського).
22 лютого 1671 — король Ян III Собеський передав село в оренду коронному гетьманові Домініку Гумовському.
Від Яна Собєського село перейшло до його сина Констянтина, а від того — до князя Михайла-Казимира Радзивілла.
1776 — Ременів купив Теофіль Щука.
1783 — Щука продав село львівському адвокатові Павлові Нетребському. Нетребський утискав громаду, за що селяни спалили його маєток. Після пожежі маєтку Нетребський в 1813 році продав Ременів Луці Августиновичу. Августинович теж не зміг знайти порозуміння з громадою і маєток далі терпів від пожеж. Тому в 1817 році він продав непокірне село графові Еразму Коморовському. У того у 1819 році Ременів купив Петро Ромашкан. У 1838 році у Ромашкана село купив Йосиф Древицький.
У 1880-х роках в селі налічувалося 179 хат та мешкало 1020 осіб.
В селі також мали маєтки Чеслав Лекцинський та німець Кінці, який мав у своїй власності млин, що ще донедавна зберігався.
На західній околиці села на горбочку у 1908 році за проєктом Казимира Річицького збудували муровану церкву Собору Пресвятої Богородиці поряд із старою дерев'яною одноверхою церквою Втечі до Єгипту Пресвятої Богородиці, збудованою у 1726 році. Стару церкву остаточно розібрали у 1910 році. Теперішній храм Собору Пресвятої Богородиці — хрещатий в плані з цибулястою банею на восьмибічному барабані середхрестя. Чільний фасад його фланкований двома восьмибічниками з аналогічними банями. Церква перебуває в користуванні релігійної громади Львівсько-Сокальської єпархії ПЦУ парафії Собору Пресвятої Богородиці села Ременів.
В селі діяла польова цегельня, де виготовляли бетонні кільця для криниць, плити для вимощування доріжок, бетонні блоки для будівництва.

## Економіка
- ТОВ «Зелена корова» — виробник соєвих продуктів для вегетаріанців[12].

## Відомі люди
- Бень Василь Костьович — старшина Армії УНР, ад'ютант Симона Петлюри.
- Лисик Василь (1886—після 1914) — скульптор.
- Лучаківський Володимир Дмитрович — український громадський діяч, письменник, перекладач, адвокат і бургомістр (перший українець) у Тернополі[13]
- Стахур Михайло Васильович
- Роман Сушко — визначний командир Січових Стрільців, крайовий комендант УВО.
- Роман Бень — член ОУН-УПА. Загинув за Волю України в боротьбі з московськими окупантами. Одна з вулиць Ременова названа на пошану Романа Беня.
- Іван Фур (нар. 1906) — технік, організатор і перший директор районової молочарні «Маслосоюзу» (1931) та засновник першої української «Кооперативи здоров'я» (1937) у селі Ременові[14].
- Вояки 1-го полку УСС (1914—1920) — стр. Зінько Стефан Якович (нар. 1898); ст. стр. Кальний Михайло (нар. 1896); стр. Ковалишин Антін, (нар. 1898); хор. Максимишин Іван (нар. 1895).